# Siep Hoekstra
Siep Hoekstra (Jorwerd, 6 februari 1956) is een Nederlands schaatscoach van Team FrySk.
Tussen seizoen 2004/2005 en 2012/2013 was Hoekstra trainer van het Gewest Fryslân waar hij onder meer coach was van Maria Sterk. Hierna was Hoekstra twee jaar als coach actief in de Chinese stad Harbin, in de provincie Heilongjiang in Mantsjoerije, samen met Pieter Willem de Haan.
In 2015 werd hij coach van de Wit-Russische schaatsbond in Minsk waar Hoekstra samen met schaatsers van het Team FrySk Wit-Russische talenten traint. Atleten die Hoekstra begeleidt zijn Marina Zoejeva, Tatjana Michajlova, Kseniya Sadouskaya, Vital Michajlaw, Artyom Chaban en Ivan Bychkov, daarbij ondersteund door president Stanislav Ananiev. Sinds 2016 is Hoekstra weer actief in Nederland.